# Giải đua ô tô Công thức 1 Việt Nam
Giải đua xe Công thức 1 Việt Nam (tiếng Anh: Vietnam Grand Prix) là một giải đua Công thức 1 theo dự kiến diễn ra vào tháng 4 năm 2020 tại trường đua đường phố Hà Nội. Giải đua bị hủy bỏ vào tháng 10 năm 2020 do diễn biến của đại dịch COVID-19 và hiện vẫn chưa có thông tin về khả năng giải sẽ được tiếp tục tổ chức.

## Lịch sử
Kế hoạch về việc thiết lập một đường đua tại Việt Nam được đưa ra bởi cựu Giám đốc điều hành Công thức 1 (F1) Bernie Ecclestone, người sau đó đã từ bỏ ý tưởng này bởi đã có 4 chặng đua tại châu Á. Ông cũng thừa nhận rằng, sự thất bại của Giải đua ô tô Công thức 1 Hàn Quốc và Ấn Độ khiến ông nghi ngờ về khả năng tồn tại của một giải đua ở Việt Nam.
Ý tưởng này sau đó được hồi sinh khi công ty truyền thông Liberty Media mua lại bản quyền thương mại cho môn thể thao này từ CVC Capital Partners vào tháng 1 năm 2017. Giải đua ô tô Công thức 1 Việt Nam chính thức được công bố vào tháng 11 năm 2018 trở thành giải đấu mới đầu tiên có bản quyền hình ảnh thuộc Liberty Media. Dự kiến đây sẽ là chặng đua Công thức 1 lần đầu tiên ở Việt Nam, diễn ra vào năm 2020. Cuộc đua dự kiến tham gia giải Grand Prix hiện tại được tổ chức tại Đông Nam Á là Singapore Grand Prix. Cuộc đua đầu tiên dự kiến sẽ được tổ chức vào ngày 5 tháng 4 năm 2020 như một phần của một hợp đồng kéo dài nhiều năm.
Ngày 13/3/2020, VGPC thông báo hoãn cuộc đua lại do diễn biến của dịch COVID-19, và 7 tháng sau đó, vào ngày 16/10/2020, VGPC thông báo giải đua chính thức bị hủy bỏ. Số vé được mua đã được hoàn trả.
Tính đến mùa giải 2023, cuộc đua vẫn chưa diễn ra. Vẫn thông báo giải đua chính thức trở lại dự kiến ra mắt vào năm 2028.

## Đường đua
Cấu trúc đường đua dài 5,565 km được thiết kế bởi Tập đoàn Tilke của Đức, với 23 khúc cua, lấy cảm hứng từ các đường đua nổi tiếng trên khắp thế giới. Bên cạnh những con đường sẵn có, ban tổ chức đã xây thêm những con đường cần thiết trong quá trình hoàn thiện.
Điểm nổi bật nhất trong đường đua là Tòa nhà Pit với chiều dài 300m - với mục đích được xây dựng cho sự xuất hiện của giải đua F1 tại Việt Nam. Thiết kế của tòa nhà Pit mô phỏng từ Hoàng thành Thăng Long, đại diện cho lịch sử lâu đời và di sản văn hóa của quốc gia.
Khúc cua số 1 và 2 được các nhà thiết kế lấy cảm hứng từ đường đua Nurburging tại Đức, còn được biết tới với cái tên "vùng đỏ". Đây là vị trí được coi như "thiên đường của các cú vượt mặt" trên đường đua lâu đời này. Nút giao Mễ Trì và Lê Quang Đạo là khu vực Khúc cua số 7 và 8, có hình kẹp tóc. Đây là khúc cua hẹp nhất của GP Việt Nam, với tốc độ thấp. Ở hai khúc cua này, các tay đua phải thể hiện khả năng phanh gấp, rẽ trái liên tục và đạt tốc độ tốt khi ra khỏi góc cua để chiếm lợi thế cho đoạn đường thẳng dài 1,5 km trước mắt. Khúc số 16 đến 19 (điểm 16 nằm gần khán đài C sân vận động quốc gia Mỹ Đình) áp dụng thiết kế điển hình "S-Curves" của đường đua Suzuka (Nhật Bản), hàng loạt cú bẻ cua trái và phải với tốc độ cao. Đoạn đường thẳng chính từ đường Tân Mỹ đến Cung hữu nghị Việt - Trung được dự tính dài khoảng 1,5 km, nơi tốc độ đoàn đua có thể được đẩy lên tới 335 km/h. Kiến trúc sư Herman Tilke đã tính toán rất nhiều để khúc cua không phải ở góc vuông nhàm chán.
Với lộ trình nằm trên các con phố, chặng F1 tại Việt Nam cũng là chặng đua ngoài phố thứ 4 sau Monaco, Singapore và Azerbaijan.

## Nhà tài trợ
Nhà tài trợ chính của giải đấu là VinFast, một thành viên của Vingroup.